# 橋場町 (金沢市)
橋場町（はしばちょう）は、石川県金沢市にある町名。丁番を持たない単独町名であり、住居表示実施済み。郵便番号は920-0911。

## 概要
浅野川大橋の左岸側にある事から命名された。江戸時代には屋根の片側を浅野川の川端に掛けた（掛作/懸造）露店が並んでいた事から、掛作町という通称があった。北陸街道と金沢城大手門への大通りが交差する地点にあったために高札場が設置され、金沢藩城下町の中心的な役割を果たした。1871年及び1966年に周辺の小町を合併したが、1890年の火災と金沢駅と離れていた事から大正時代以後、やや衰退した。
町名としての橋場町は、浅野川左岸中流部と国道159号の大手町交差点から、浅野川大橋までの東側に囲まれた地域である。2005年10月1日には、金沢市の旧町名復活運動により橋場町の一部の浅野川沿いの地域が、並木町（なみきまち）として復活している。

## 町域の変遷
| 実施後 | 実施年                   | 実施前 |
| ------ | ------------------------ | --- |
| 橋場町 | 1966年（昭和41年）2月1日 | 材木町六丁目、材木町七丁目、玄蕃町三巡り、児玉小路の全部及び橋場町、味噌蔵町下中丁、味噌蔵町東丁、玄蕃町二番丁、並木町の各一部 |

## 世帯数と人口
2018年（平成30年）4月1日現在の世帯数と人口は以下の通りである。
| 町丁   | 世帯数  | 人口  |
| ------ | ------- | ----- |
| 橋場町 | 316世帯 | 555人 |

## 小・中学校の学区
市立小・中学校に通う場合、学区は以下の通りとなる。
| 番・番地等 | 小学校             | 中学校             |
| ---------- | ------------------ | ------------------ |
| 全域       | 金沢市立兼六小学校 | 金沢市立兼六中学校 |

## 交通

### 道路
- 国道159号（百万石通り）
- 国道359号（城北大通り）

### バス
- 北鉄バス（北陸鉄道・北鉄金沢バス）　橋場町バス停[6]
  - 4番（ひがし・主計町茶屋街）のりばは国土交通省の事業により[7]、和風の中にも現代的な要素をとりこんだ[8]シェルターが整備されている。
  - 5番（金城樓向い）のりばは2015年9月17日に金沢駅方面ののりばとして新設された[9]。
- 西日本ジェイアールバス　橋場町・ひがし茶屋街バス停
- 金沢ふらっとバス材木ルート　浅野川大橋バス停

### 鉄道
- 北陸鉄道金沢市内線が1919年（大正8年）に開業したが、1967年（昭和42年）2月11日に全線廃止された。

## 周辺
- 大樋美術館
- 泉鏡花記念館
- 久保市乙剣宮
- 主計町
- ひがし茶屋街
- 浅野川大橋
- 梅ノ橋
- 石川県道路元標 - 橋場交差点に建てられている。
- 金沢文芸館
- 金沢尾張町郵便局
- 金城楼

## 註釈
1. 1 2  “町丁別人口・世帯数【改正後】”.   金沢市 (2018年4月1日). 2018年4月24日閲覧。
2. 1 2  “郵便番号”.  日本郵便. 2018年4月24日閲覧。
3. ↑  “市外局番の一覧”.   総務省. 2018年4月24日閲覧。
4. ↑  『官報』号外第123号、昭和40年11月12日「自治省告示第156号」
5. ↑  “金沢市立小中学校通学区域一覧”.   金沢市. 2018年4月24日閲覧。
6. ↑  “市内主要停留所のりば案内”.   北陸鉄道. 2021年10月6日閲覧。
7. ↑  “金沢都市圏交通円滑化総合計画”.   国土交通省ほか. 2023年8月1日閲覧。
8. ↑  “第24回（平成13年度）金沢都市美文化賞　受賞作品一覧”.   金沢都市美実行委員会. 2023年8月1日閲覧。
9. ↑  橋場町バス停乗り場変更および停留所新設について(9/17～) - ウェイバックマシン（2015年9月18日アーカイブ分）